# Wilhelmine Schröder-Devrient

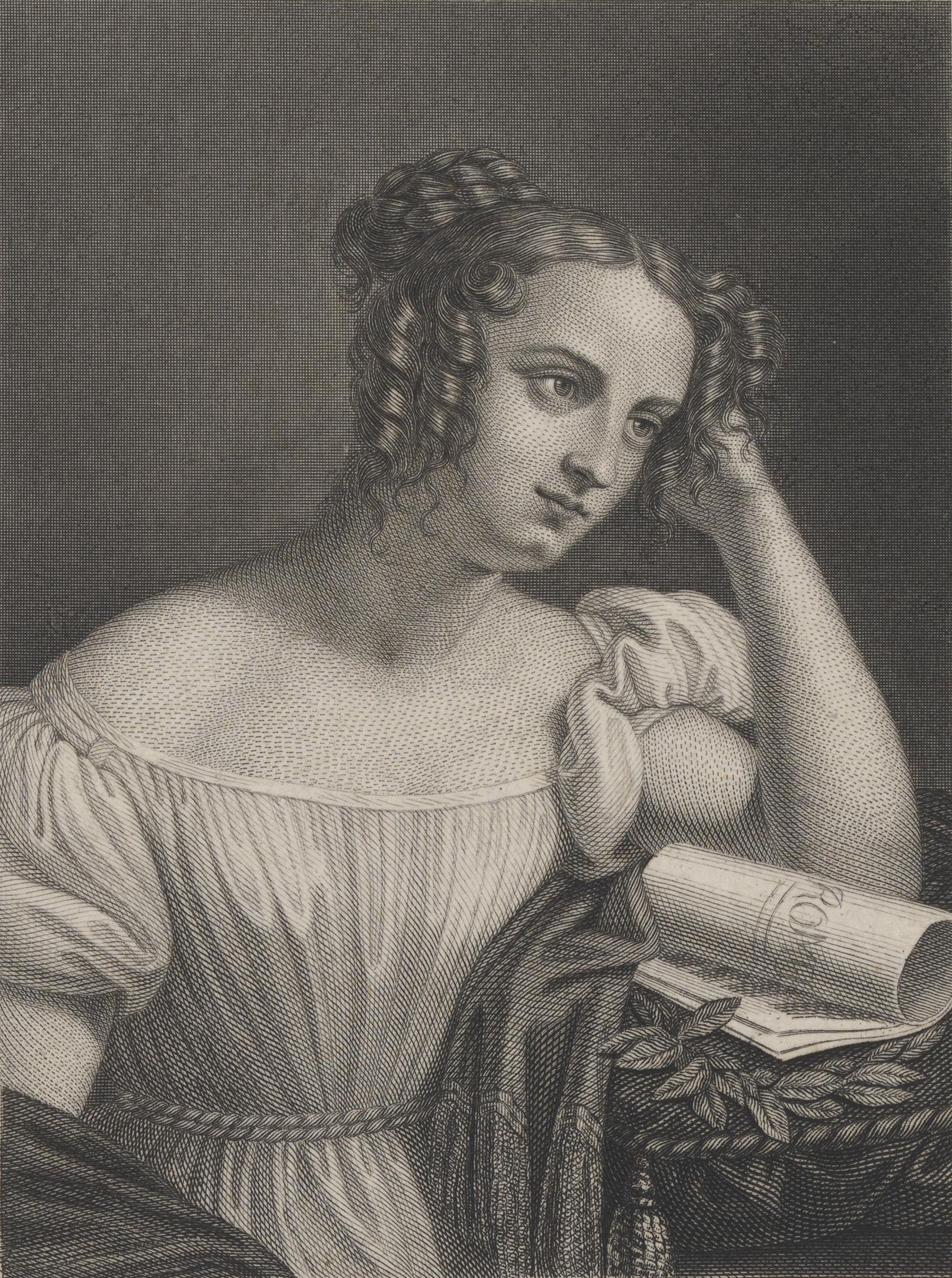
Wilhelmine Schröder-Devrient

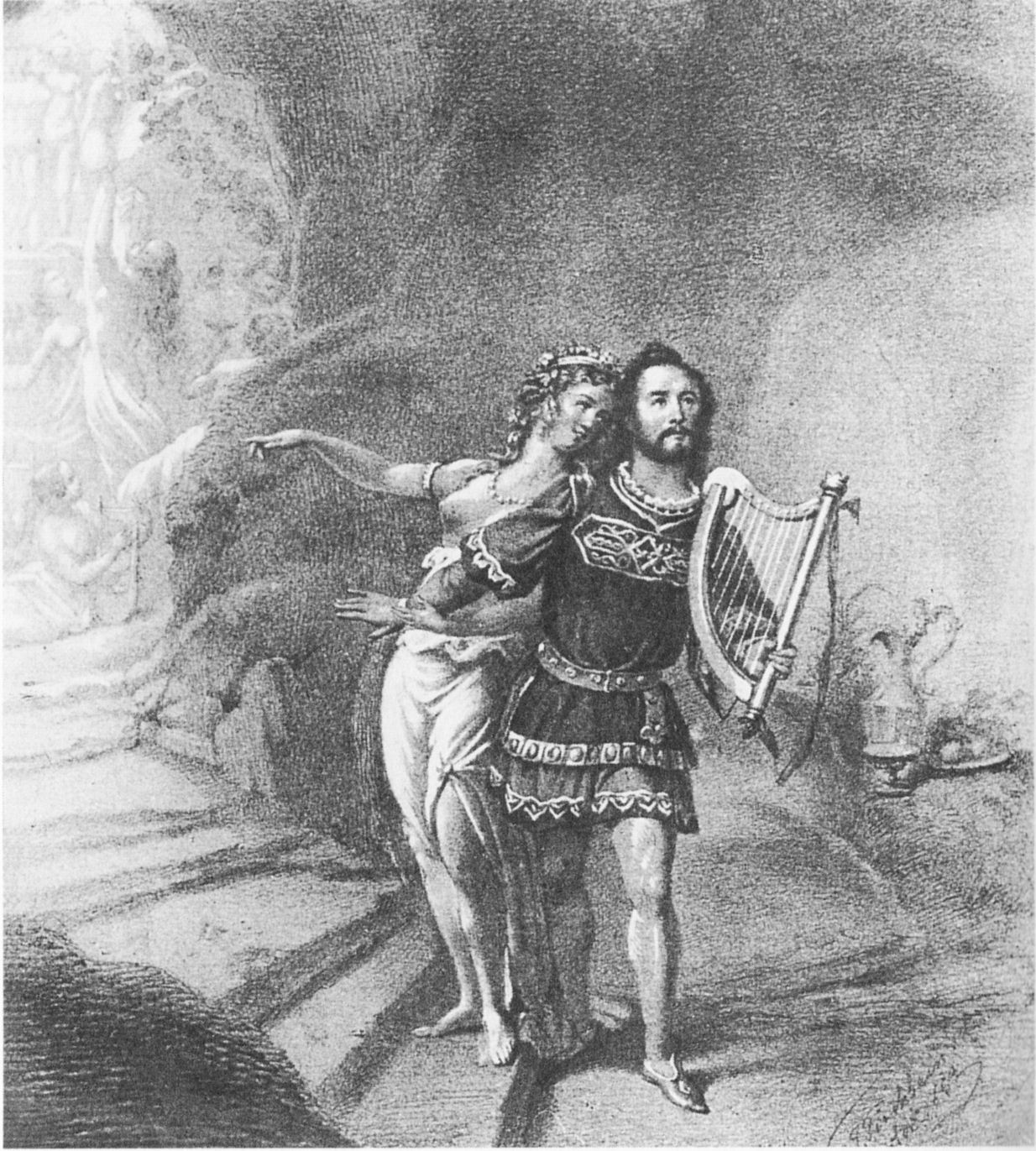
Wilhelmine Schröder-Devrient als Venus in der Uraufführung von Wagners „Tannhäuser“

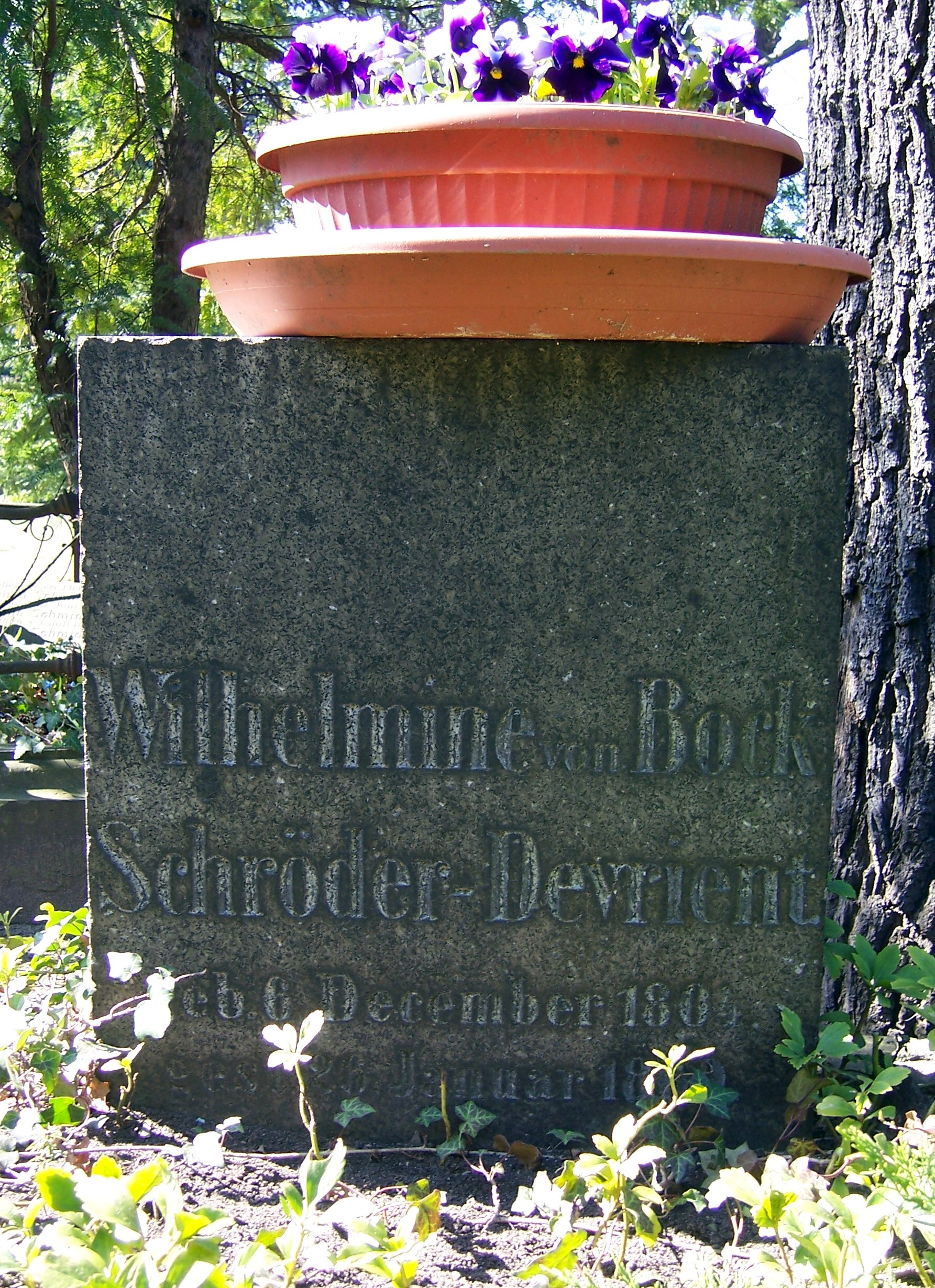
Wilhelmine Schröder-Devrients Grab auf dem Trinitatisfriedhof in Dresden

Wilhelmine Henriette Friederike Marie Schröder-Devrient geborene Schröder (* 6. Dezember 1804 in Hamburg; † 26. Januar 1860 in Coburg) war eine deutsche Opernsängerin (Sopran). Sie gilt als die größte deutsche Gesangstragödin des 19. Jahrhunderts.

## Leben
Wilhelmine Schröder war die Tochter des aus Hannover gebürtigen Schauspielers und Sängers Ernst Friedrich Ludwig Schröder und seiner Ehefrau, der Schauspielerin Sophie Schröder, geborene Bürger. Sie trat schon als Fünfjährige in Hamburg als tanzende „Amorine“ auf. Mit zehn Jahren wurde sie Mitglied des Horscheltschen Kinderballetts in Wien, ging dann vom Ballett zum Schauspiel über und trat, 15 Jahre alt, zuerst als Aricia in Racines Phädra auf.
Sie debütierte als Schauspielerin am Burgtheater in Wien und studierte anschließend Gesang. 1821 sang sie die Pamina in Mozarts Zauberflöte in Wien sowie mit 17 Jahren die Titelrolle in Ludwig van Beethovens Fidelio. 1823 ging sie mit ihrer Mutter nach Dresden, wo sie als Schülerin von Johann Aloys Miksch zunächst wie in Wien die Cordelia in Conradin Kreutzers gleichnamigem Monodram, die Emmeline in Joseph Weigls Oper Die Schweizer Familie am Theater auf dem Lincke’schen Bade sang, und ein Engagement an der Dresdner Hofoper annahm. Dort blieb sie als Hofopernsängerin bis 1847. Sie war ab 1823 mit Carl Devrient verheiratet und verlor bei der Scheidung 1828 das Sorgerecht für ihre vier Kinder.
Mit Carl Maria von Weber befreundet, sang sie die Titelrolle in der Dresdner Erstaufführung seiner Oper Euryanthe. Sie war auch freundschaftlich mit Richard Wagner verbunden, inspirierte diesen durch ihre Darstellung der Leonore in Beethovens Fidelio sowie der Emmeline in Joseph Weigl’s Die Schweizer Familie bei einem Nürnberger Gastspiel im August 1835. Außerdem sang sie den Adriano in der Uraufführung des Rienzi, die Senta in der Uraufführung des Fliegenden Holländers und die Venus in der Uraufführung des Tannhäuser. Gastspiele führten sie nach Paris (1830, 1832), Berlin (1831) und London (1832).
Am 29. August 1847 heiratete sie den sächsischen Offizier David Oskar von Döring, einen Betrüger, und nahm ihren Abschied von der Bühne, weil sie als Offiziersfrau nicht auftreten durfte. Darauf folgte der finanzielle Zusammenbruch und Ende 1848 die Scheidung. 1849 beteiligte sie sich am Dresdner Maiaufstand und wurde zeitweise inhaftiert. Am 14. März 1850 heiratete sie in Gotha den 14 Jahre jüngeren livländischen Gutsbesitzer Heinrich Anton Hermann von Bock, den Bruder des Publizisten und Komponisten Woldemar von Bock, dem sie in seine Heimat folgte. Schon 1852 kehrte sie mit ihm nach Deutschland zurück und lebte abwechselnd in Berlin und Dresden.
1856 kehrte sie als Konzertsängerin mit Liedern von Franz Schubert, Beethoven und Felix Mendelssohn Bartholdy in die Öffentlichkeit zurück. 1859 nahm sie endgültig Abschied von der Bühne, nachdem sie an Krebs erkrankt war. Die letzten fünf Monate lebte sie in Coburg, wo sie von ihrer Schwester Auguste Schloenbach, in erster Ehe verh. Gerlach, gepflegt wurde und ihrem Leiden 1860 schließlich erlag. Sie wurde auf dem Trinitatisfriedhof in Dresden beigesetzt.

## Werke
Schröder-Devrient wurde der zweiteilige Roman Memoiren einer Sängerin zugeschrieben. Die heutige Forschung geht davon aus, dass beide Teile nicht von ihr stammen. Es handelt sich um einen erotischen Roman im typischen Briefstil des 19. Jahrhunderts.

## Trivia
Am 7. April 2019 wurde eine Folge der Sendung Lieb & Teuer des NDR ausgestrahlt, die von Janin Ullmann moderiert und im Schloss Reinbek gedreht wurde. Darin wurde mit dem Kunsthistoriker Wilhelm Hornbostel ein Lackbild auf Weißblech besprochen, das um 1840 von einem Maler der Braunschweiger Manufaktur von Heinrich Wilhelm Stockmann nach einem verschollenen Porträt von Adolf Henning gemalt wurde, das Wilhelmine Schröder-Devrient zeigt.

## Zitate
„Dresden besitzt die zwei größten Frauen der Gegenwart, die Sixtinische Madonna und die Schröder-Devrient.“

„Daß so etwas, wie die Darstellung dieses Schweizermädchens, nicht als Monument allen Zeiten erkenntlich festgehalten und überliefert werden kann, muß ich jetzt noch als eine der erhabensten Opferbedingungen erkennen, unter welchen die wunderbare dramatische Kunst einzig sich offenbart, weshalb diese, sobald solche Phänomene sich kundgeben, gar nicht hoch und heilig genug gehalten werden kann.“

„Sie hatte gar keine Stimme, aber sie wußte so schön mit ihrem Atem umzugehen und eine wahrhaft weibliche Seele durch ihn so wundervoll tönend ausströmen zu lassen, daß man darüber weder an Singen noch an Stimme dachte.“

„Ich glaube auch, daß mit der Schröder-Devrient die letzte Darstellerin der Leonore verschied. Sie hatte ja Beethoven gekannt und hatte vielleicht von ihm Worte über die Treue des Weibes vernommen!“

### Biografien und künstlerische Würdigungen
- Claire von Glümer: Erinnerungen an Wilhelmine Schröder-Devrient. Bath, Leipzig 1862 (Digitalisat).
- Alfred von Wolzogen: Wilhelmine Schröder-Devrient. Ein Beitrag zur Geschichte des musikalischen Dramas. Brockhaus Verlag, Leipzig 1863 (Digitalisat).
- Marie Börner-Sandrini: Erinnerungen einer alten Dresdnerin. Neue Folge. Dresden: Warnatz & Lehmann 1879, S. 11–16 (Digitalisat).
- Hans Michael Schletterer: Schröder-Devrient, Wilhelmine. In: Allgemeine Deutsche Biographie (ADB). Band 32, Duncker & Humblot, Leipzig 1891, S. 534–545.
- Ernst Wurm: Die Sängerin. (Biographische Erzählung) Grote’sche Buchhandlung, Berlin 1939.
- Carl Hagemann: Wilhelmine Schröder-Devrient. Verlag der Greif, Wiesbaden 1947.
- Till Gerrit Waidelich: Anna Milder-Hauptmann (1785–1838) Wilhelmine Schröder-Devrient (1804–1860) „wenn das Orchester […] tobt, und die Sängerin sich dazu wie eine Furie geberdet“. „Cordelia“ (1823), Conradin Kreutzers Oper über „eine wahre Begebenheit im Jahre 1814“ für zwei Primadonnen. In: Irina Hundt (Hrsg.): Vom Salon zur Barrikade. Frauen der Heinezeit (= Heine-Studien). Metzler, Stuttgart 2002, ISBN 3-476-01842-3, S. 111–128.
- Anno Mungen: Von Jeanne D'Arc zu den ,Memoiren einer Sängerin‘. Geschlechterwechsel im Rollenrepertoire Wilhelmine Schröder-Devrients. In: Thomas Betzwieser (Hg.): Bühnenklänge. Festschrift für Sieghart Döhring zum 65. Geburtstag. München 2005, S. 59–72.
- Kurt Malisch: Schröder-Devrient, Wilhelmine. In: Neue Deutsche Biographie (NDB). Band 23, Duncker & Humblot, Berlin 2007, ISBN 978-3-428-11204-3, S. 558 f. (Digitalisat).
- Anno Mungen: „In einer selbstgeschaffenen Manier“. Die Stimme der Wagnersängerin Wilhelmine Schröder-Devrient am Beispiel Adriano in "Rienzi". In: Helmut Loos (Hg.): Richard Wagner. Persönlichkeit – Werk – Widmung. Leipzig 2013, S. 323–329.
- Anno Mungen: „Ich, Isolde!“ Wagners Figur im Spiegel von Weiblichkeitsdiskursen und Frauenbildern im 19. Jahrhundert. In: Melanie Unseld (Hg.): Wagner – Gender – Mythen (= Wagner in Diskussion, 13). Würzburg 2015, S. 57–87.
- Anno Mungen: Oper, Erotik, Körper. Wie Wilhelmine Schröder-Devrient Wagners Venus wurde. In: Anno Mungen, Nicholas Vazsonyi, Julie Hubbert, Ivana Rentsch, Arne Stollberg (Hg.): Music Theatre as Global Culture (= Thurnauer Schriften zum Musiktheater, 25). Verlag Königshausen & Neumann, Würzburg 2017, S. 301–328.
- Juliette Appold: Wilhelmine Schröder-Devrient. In: MUGI. Musikvermittlung und Genderforschung: Lexikon und multimediale Präsentationen, hg. von Beatrix Borchard und Nina Noeske, Hochschule für Musik und Theater Hamburg, 2003ff. Stand vom 25. April 2018.
- Anno Mungen: Die dramatische Sängerin Wilhelmine Schröder-Devrient. Stimme, Medialität, Kunstleistung (= Thurnauer Schriften zum Musiktheater, 37). Verlag Königshausen & Neumann, Würzburg 2021, ISBN 978-3-8260-7326-7.

### Belletristik
- Hermann Richter: Das wilde Herz: Lebensroman der Wilhelmine Schröder-Devrient. Koehler & Amelang, Berlin 1927
- Therese Rie: Vox humana. Das Leben einer Sängerin. W. Lengewiesche-Brandt, 1928
- Eva von Baudissin: Wilhelmine Schröder-Devrient. Der Schicksalsweg einer großen Künstlerin. Drei-Masken-Verlag, Berlin 1937.

## Weblinks

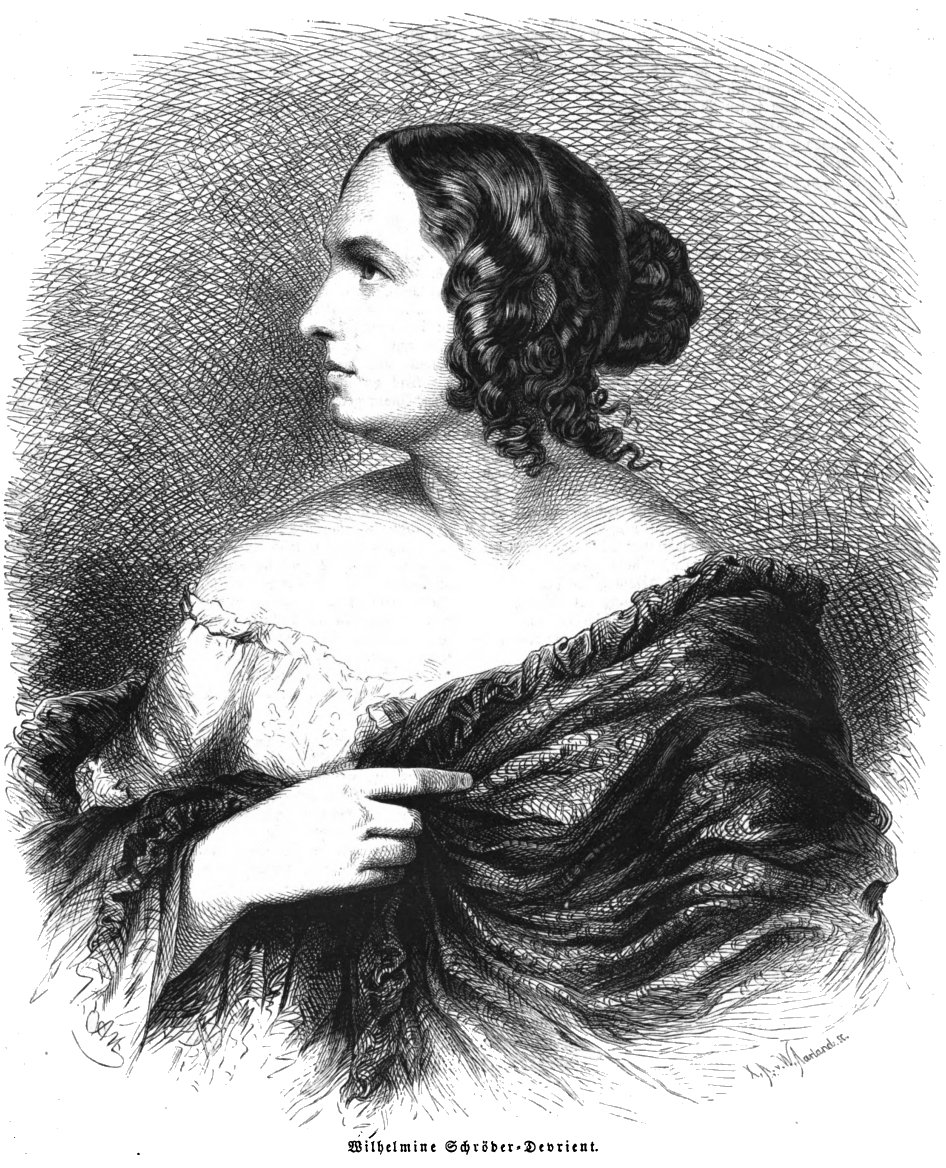
Wilhelmine Schröder-Devrient, in: Die Gartenlaube, 1860, Heft 22, S. 342–344.